# Anaphes longicornis
Anaphes longicornis är en stekelart som beskrevs av Walker 1846. Anaphes longicornis ingår i släktet Anaphes och familjen dvärgsteklar. Inga underarter finns listade i Catalogue of Life.